# Originali 67/68
Originali 67/68 prvi je i jedini kompilacijski album zagrebačkog rock sastava Grupa 220, koji je objavljen 1975. godine, a objavila ga je diskografska kuća Jugoton. Koncertom u Vrbiku, koji je održan 21. veljače 1987. godine, obilježeno je dvadeset godina od osnivanja sastava. Na albumu se nalaze najveći hitovi iz vremena dok je sa sastavom svirao Drago Mlinarec.

## Popis pjesama

#### A-strana
1. "Osmijeh" (2:54)
2. "Uvijek kad ostanem sam" (2:14)
3. "Dobro došla, draga" (2:19)
4. "Zaboravite što sam vam rekao" (3:24)
  - tekst - Zvonimir Majdak
  - glazba - Alfi Kabiljo
5. "Sreća" (2:05)
6. "Večer na Robleku" (2:51)
  - aranžer - Pero Gotovac
  - tekst - V.S. Avsenik
7. "Prolazi Jesen" (3:28)

#### B-strana
1. "Grad" (3:32)
2. "Ljubav je kao cvijet" (3:58)
3. "Kamo vodi sve to" (2:10)
  - aranžer - Brane Živković
  - tekst - Ivica Krajač
4. "Razgovaram s morem" (2:57)
  - aranžer - Stipica Kalogjera
  - vokal - Drago Mlinarec
  - vokal, tekst - Arsen Dedić
5. "Plavi svijet" (1:55)
  - vokal, tekst - Vojko Sabolović
6. To već i vrapci fućkaju (1:20)
  - tekst - Alfi Kabiljo
7. "Kad bih bio Petar Pan" (2:27)

## Osoblje
Grupa 220
- Mišo Tatalović - bas-gitara
- Ranko Balen   - bubnjevi
- Drago Mlinarec - gitara, usna harmonika, vokali
- Vojko Sabolović - gitara, vokali
- Brane Živković - pianino, orgulje

Ostalo osoblje
- Alfi Kabiljo - aranžer
- Željko Lordanić - dizajn
- Snimatelj - Nikola Jovanović (skladbe: A1 u A3, A5 u B2, B6, B7), Radan Bosner (skladbe: A4, B3 u B5), Srećko Orlić (tracks: A4, B3 u B5)
- Tekst - Drago Mlinarec  (skladbe: A1, A3, A5, A7, B2, B7)

Skladbe na kompilaciji su snimljene u vremenu 1967. – 1968.
- A1, A2, A6 and B1 snimljene u studiju "Jugoton", u ožujku 1967.
- A4 snimljena u studiju "RTV Zagreb" u svibnju 1967.
- A3, A5, B2, B6 and B7 snimljene u studiju "Jugoton" u prosincu 1967.
- B3 snimljena u studiju "RTV Zagreb" u ožujku 1968.
- B4 i B5 snimljena u studiju "RTV Zagreb" svibnju 1968.
- A7 snimljena u studiju "Jugoton" u listopadu 1968.

- A2, A3 i B2 iz filma "Tri Sata Za Ljubav"
- B1 iz filma "Protest"
- B3 s festivala "Zagreb 1968"
- B4 s festivala "Split 1968"

## Vanjske poveznice
- Diskografija Grupe 220